# Jest
Jest (stsl. jestъ) je naziv za slovo glagoljice i stare ćirilice. 
Koristilo se za zapis glasa /e/, te u glagoljici i ćirilici kao broj 6. Slovo nalikuje grčkom slovu epsilon i latiničnom E u zrcalu, što su vjerojatno bili uzori.
Standard Unicode i HTML ovako predstavljaju slovo jest u glagoljici:
|                   | Unikod | Unikod                          | HTML     | HTML | izgled ovisi o pregledniku | poveznice (engl.)                |
| k. točka          | naziv  | kod                             | entitet  |      | izgled ovisi o pregledniku | poveznice (engl.)                |
| ----------------- | ------ | ------------------------------- | -------- | ---- | -------------------------- | -------------------------------- |
| veliko slovo jest | U+2C05 | GLAGOLITIC CAPITAL LETTER YESTU | &#x2C05; | nema | Ⰵ                          | detaljni podaci test preglednika |
| malo slovo jest   | U+2C35 | GLAGOLITIC SMALL LETTER YESTU   | &#x2C35; | nema | ⰵ                          | detaljni podaci test preglednika |

## Vanjske poveznice
- Definicija glagoljice u standardu Unicode (PDF) (eng.)
- Stranica R. M. Cleminsona, s koje se može instalirati font Dilyana koji sadrži glagoljicu po standardu Unicode (eng.)